# Louis Zwahlen
Ne doit pas être confondu avec Louis Zwahlen (cyclisme).
Louis Zwahlen, né à Lausanne le 2 avril 1857 et mort le 2 juin 1919, est un industriel, ferronnier, constructeur et personnalité politique vaudois.

## Biographie
Originaire du Gessenay, Louis Zwahlen fait à Vevey un apprentissage de serrurier-constructeur. Il se perfectionne à Paris et, à son retour, ouvre à Lausanne son propre atelier de ferronnerie-serrurerie d'art d'abord au Grand-Chêne en 1881, puis au Flon en 1885, à Chauderon et enfin à Malley sur la commune de Prilly. 
Il travaille dans la plupart des grandes constructions lausannoises de l'époque, Palais de justice de Montbenon, Hôtel des Postes, Gare CFF et le corps central du Palais de Rumine. Il est aussi apprécié hors du canton - Hôtel des Postes de Berne - et en France - grands hôtels à Évian-les-Bains, Divonne-les-Bains, Nice, etc. Son talent est encore reconnu à l'Exposition nationale de Berne en 1914 où il obtient une médaille d'or en serrurerie d'art et vitrage. L'entreprise qu'il fonde en 1881, reconvertie vers 1950 dans les ateliers mécaniques, existe encore.
Louis Zwahlen est aussi actif dans la vie industrielle locale. Membre fondateur de la Société industrielle et commerciale de Lausanne, de la Chambre vaudoise du commerce et de l'industrie et de la Banque populaire de Lausanne, il est très concerné par les conditions matérielles des artisans et ouvriers. Fondateur avec d'autres artisans de l'Assurance mutuelle vaudoise Louis Zwahlen s'engage sur les questions de formation professionnelle (école des métiers). Il est élu « député industriel », comme il le dit lui-même, au Grand Conseil du canton de Vaud en 1917. Il décède en 1919.

## Sources
- « Louis Zwahlen », sur la base de données des personnalités vaudoises sur la plateforme « Patrinum » de la Bibliothèque cantonale et universitaire de Lausanne.
- Dossier ATS/ACV
- photographie Emile Gos, Lausanne Patrie suisse, (A. B.) 1919, no 673, p. 165-166
- Escaliers, décors et architecture des cages d'escaliers des immeubles d'habitation de la Suisse romande 1890-1915, Lausanne, 2006, p. 48, 58-59